# Henry Evans Maude
Henry „Harry“ Evans Maude, OBE (* 1. Oktober 1906 in Bankipore, Patna, Indien; † 4. November 2006 in Canberra) war ein britischer Kolonialbeamter, Anthropologe, Ethnograph und Historiker des Südpazifiks.

## Leben
Henry E. Maude war das jüngste von sechs Kindern eines Beamten des Indian Civil Service. Mit anfänglich unzureichender Schulbildung schloss er jedoch an der Londoner Highgate School als einer der Jahrgangsbesten ab. Er studierte dann am Jesus College (Cambridge) sowie der Universität Cambridge Wirtschaft und Anthropologie und schloss 1929 mit dem B.A. ab. Im selben Jahr heiratete er Honor Courtney King (1905–2001), aus deren Ehe der Sohn Alaric Maude hervorging.
Bereits durch seine Jugendlektüre (Herman Melville, Robert Louis Stevenson, Charles Warren Stoddard, Jack London) war er der Exotik der Südsee verfallen. Er bewarb sich daher nach seinem Studium bei der Kolonialverwaltung der Kronkolonie Gilbert- und Elliceinseln. 
In den Jahren von 1929 bis 1948 diente er in verschiedenen Verwaltungsämtern auf den Pazifischen Inseln. Zuerst von 1929 bis 1936 auf den Gilbert- und Elliceinseln in Nachfolge von Sir Arthur Francis Grimble; von 1936 bis 1937 auf Sansibar und Pemba; 1937 erfolgte die Rückkehr zu den Gilbertinseln bis 1939 und weitere Posten auf Fidschi, Tonga und den Pitcairninseln; in 1943 wurde er dem US Naval Intelligence Center in Pearl Harbor zugeteilt. Von 1946 bis 1949 bekleidete er das Amt des Ständigen Kommissars (Resident Commissioner) der Gilberts, dem späteren Kiribati.
Ab 1938 führte er in seiner Funktion als Kommissar für Landfragen (Lands Commissioner) das Phoenix Islands Settlement Scheme durch, ein Umsiedlungsprogramm übervölkerter Gilbertinseln auf unbewohnte Atolle der Phoenixinseln (Sydney-Insel, Hull und Gardener), das aber nach Jahren wegen Trinkwassermangel und Trockenheit aufgegeben werden musste. Die Siedlungsdörfer auf Sydney wurden ihm und seiner Frau Honor zu Ehren in Gilbertesischer Sprache Mauta und Ona benannt, auf Hull benannte er das Siedlungsdorf nach seinem Sohn Alaric, landessprachlich Arariki. Für seine Verdienste wurde ihm 1939 das Offizierskreuz des britischen Ritterordens „Order of the British Empire“ verliehen.
Infolge der Entwicklungen in den Britischen Kolonien und deren Streben nach Unabhängigkeit, entschloss er sich 1948, Mitarbeiter der South Pacific Commission zu werden. Von 1949 bis 1955 war er Leiter deren Abteilung für Soziale Entwicklung. Es folgte die Umsiedlung nach Sydney, 1957 nach Canberra. 1957 wurde er als Senior Research Fellow Fakultätsmitglied des Department of Pacific History, Research School of Pacific Studies, der Australian National University, Canberra. Er war 1968 maßgeblich an der Gründung des Pacific Manuscripts Bureau beteiligt. 1970 trat er zurück.
Zusammen mit seiner Frau Honor unternahm er Reisen im Pazifikraum, anfänglich zumeist auf Schonern. Sie teilte auch seine Interessen für die ethnographische Forschung. Honor C. Maude wurde bekannt durch ihre Publikationen zu Fadenspielen, z. B. gesammelt auf Nauru, Neukaledonien, den Loyalitätsinseln, den Salomonen und Tikopia (zusammen mit Raymond Firth).
Henry E. Maude publizierte über eine Vielzahl von Themen zur Geschichte des Pazifiks, war Mitbegründer des Journal of Pacific History und anderer anthropologischer Serien, sowie Herausgeber der Schriften von Sir Arthur Francis Grimble.
Der überwiegende Teil der Papiere und Dokumente von Harry und Honor Maude befindet sich heute in der Barr Smith Library der Universität Adelaide. Weitere Materialien finden sich durch Schenkung der umfangreichen Privatbibliothek 1996 in der Universitätsbibliothek Adelaide. 2004 wurde er von der kiribatischen Regierung mit dem höchsten an Ausländer zu vergebenden Orden Ana Kamoamoa Kiribati ausgezeichnet.
Henry E. Maude verstarb am 4. November 2006 im Alter von 100 Jahren.

## Werke (Auswahl)
- The co-operative movement in the Gilbert and Ellice Islands. South Pacific Commission, Sydney 1949.
- Post-Spanish discoveries in the Central Pacific. Polynesian Society, Wellington (1961).
- The documentary basis for Pacific studies. A report on progress and desiderata. (Research School of Pacific Studies, Australian National University, Canberra 1967).
- Of islands and men. Studies in Pacific history. Oxford University Press, Melbourne/New York 1968 (Bibliografie: S. 373–397).
- The evolution of the Gilbertese boti. An ethnohistorical interpretation. Institute of Pacific Studies and Gilbert Islands Extension Centre of the University of the South Pacific, Suva, 1977 (Neuausgabe von: Polynesian Society, Wellington 1963).
- The Gilbertese maneaba. The Institute of Pacific Studies and the Kiribati Extension Centre of the University of the South Pacific, (Suva) 1980.
- Slavers in paradise. The Peruvian slave trade in Polynesia, 1862–1864. Stanford University Press, Stanford 1981, ISBN 0-8047-1106-2.
- The book of Banaba. From the Maude and Grimble papers and published works. Edited by H. C. and H. E. Maude. Institute of Pacific Studies, University of the South Pacific, (Suva) 1994, ISBN 0-646-20128-X.
- The Gilbert Islands observed. A source book of European contacts with, and observations of, the Gilbert Islands and the Gilbertese, from 1537 to 1873. Compiled by H. E. Maude. Homa Press, Adelaide 2006.

### Herausgeber
- Arthur Francis Grimble: Tungaru traditions. Writings on the atoll culture of the Gilbert Islands. Edited by H. E. Maude. Melbourne University Press, Carlton, Victoria 1989 (Bibliografie S. 357–375), ISBN 0-522-84386-7.
- An anthology of Gilbertese oral tradition. From the Grimble papers and other collections. Translated by A. F. Grimble and Reid Cowell. Edited by H. C. and H. E. Maude. Institute of Pacific Studies, University of the South Pacific, Suva 1994, ISBN 0-646-17265-4.